# Campionat d'Alemanya de motocròs
El Campionat d'Alemanya de motocròs (en alemany: Deutsche Motocross-Meisterschaft), regulat per la federació alemanya de motociclisme (DMSB, Deutscher Motor Sport Bund e. V.) i organitzat per l'ADAC (Allgemeiner Deutscher Automobil-Club), és la màxima competició de motocròs que es disputa a Alemanya. El campionat ha anat variant la seva estructura i distribució per categories al llarg dels anys. D'ençà del 2005 s'anomena oficialment ADAC MX Masters i es divideix en quatre categories: Masters (ADAC MX Masters, la principal), Joves (ADAC MX Youngster Cup), Júnior 125cc (ADAC MX Junior Cup 125) i Júnior 85cc (ADAC MX Junior Cup 85).
Entre el 1956 i el 1990, any de la reunificació alemanya, se celebrà també un Campionat de la RDA a la veïna República Democràtica Alemanya.

## Llista de guanyadors
Font:

### Primera etapa (1952-1960)
| Any  | 500 cc           | 500 cc      | 250 cc             | 250 cc      | 125 cc            | 125 cc      |
| Any  | Campió           | Motocicleta | Campió             | Motocicleta | Campió            | Motocicleta |
| ---- | ---------------- | ----------- | ------------------ | ----------- | ----------------- | ----------- |
| 1952 | Otto Flimm       | Ariel       | Mathias Hallepape  | NSU         | Paul Düster       | Puch        |
| 1953 | Otto Flimm       | Matchless   | Manfred Wolter     | DKW         | Paul Düster       | Puch        |
| 1954 | Bartel Kohler    | BSA         | Kurt Wüstenhagen   | Maico       | Gerhard Bodmer    | DKW         |
| 1955 | Kurt Wüstenhagen | Maico       | Otto Markus        | Maico       | Gerhard Bodmer    | DKW         |
| 1956 | Udo Radermacher  | BSA         | Fritz Betzelbacher | Maico       | Herbert Ott       | DKW         |
| 1957 | Udo Radermacher  | BSA         | Willy Oesterle     | Maico       | Otto Walz         | Maico       |
| 1958 | Willi Braun      | BSA         | Willy Oesterle     | Maico       | Herbert Ott       | DKW         |
| 1959 | Willi Braun      | BSA         | Gerhard Stauch     | Maico       | Herbert Ott       | DKW         |
| 1960 | Udo Radermacher  | BSA         | Fritz Betzelbacher | Maico       | Helmfried Riecker | DKW         |

#### Categories discontinuades
| Any  | 350 cc             | 350 cc      | 175 cc            | 175 cc      |
| Any  | Campió             | Motocicleta | Campió            | Motocicleta |
| ---- | ------------------ | ----------- | ----------------- | ----------- |
| 1952 | Mathias Wasel      | Matchless   | Manfred Wolter    | DKW         |
| 1953 | Mathias Wasel      | Matchless   | -                 | -           |
| 1954 | Mathias Wasel      | Matchless   | Josef Reiter      | DKW         |
| 1955 | Udo Radermacher    | BSA         | H. W. Wüstenhagen | DKW         |
| 1956 | Fritz Betzelbacher | Maico       | Herbert Ott       | DKW         |
| 1957 | Fritz Betzelbacher | Maico       | Otto Walz         | Maico       |
| 1958 | Fritz Betzelbacher | Maico       | Otto Walz         | Maico       |
| 1959 | Karl-Heinz Matthes | Maico       | Herbert Ott       | DKW         |
| 1960 | Otto Walz          | Maico       | Otto Walz         | Maico       |
| 1961 | -                  | -           | Christoph Specht  | Maico       |

### Segona etapa (1961-1986)
| Any  | 500 cc             | 500 cc      | 250 cc             | 250 cc      |
| Any  | Campió             | Motocicleta | Campió             | Motocicleta |
| ---- | ------------------ | ----------- | ------------------ | ----------- |
| 1961 | Gerhard Dreisilker | BSA         | Gerhard Stauch     | Maico       |
| 1962 | Otto Walz          | Maico       | Fritz Betzelbacher | Maico       |
| 1963 | Christoph Specht   | Maico       | Gerhard Stauch     | Maico       |
| 1964 | Christoph Specht   | Maico       | Adolf Weil         | Maico       |
| 1965 | Christoph Specht   | Maico       | Adolf Weil         | Maico       |
| 1966 | Christoph Specht   | Maico       | Erwin Schmider     | ČZ          |
| 1967 | Erwin Schmider     | ČZ          | Adolf Weil         | Maico       |
| 1968 | Adolf Weil         | Maico       | Adolf Weil         | Maico       |
| 1969 | Adolf Weil         | Maico       | Adolf Weil         | Maico       |

| Any  | 500 cc          | 500 cc      | 250 cc           | 250 cc      | 125 cc             | 125 cc      |
| Any  | Campió          | Motocicleta | Campió           | Motocicleta | Campió             | Motocicleta |
| ---- | --------------- | ----------- | ---------------- | ----------- | ------------------ | ----------- |
| 1970 | Adolf Weil      | Maico       | Adolf Weil       | Maico       | Günther Eckenbach  | Puch        |
| 1971 | Adolf Weil      | Maico       | Willy Bauer      | Maico       | Erwin Schmider     | Zündapp     |
| 1972 | Adolf Weil      | Maico       | Willy Bauer      | Maico       | Fritz Schneider    | Zündapp     |
| 1973 | Adolf Weil      | Maico       | Willy Bauer      | Maico       | Fritz Schneider    | Zündapp     |
| 1974 | Adolf Weil      | Maico       | Hans Maisch      | Maico       | Erwin Schmider     | Zündapp     |
| 1975 | Willy Bauer     | Suzuki      | Willy Bauer      | Suzuki      | Paul Rottler       | Maixo       |
| 1976 | Adolf Weil      | Maico       | Fritz Schneider  | KTM         | Eddy Hau           | Zündapp     |
| 1977 | Herbert Schmitz | Maico       | Hans Maisch      | Maico       | H. Strößenreuther  | KTM         |
| 1978 | Herbert Schmitz | Maico       | Hans Maisch      | Maico       | Emil Schwarz       | Suzuki      |
| 1979 | Herbert Schmitz | Maico       | Rolf Dieffenbach | Kawasaki    | Paul Rottler       | KTM         |
| 1980 | Ludwig Reinbold | KTM         | Rolf Dieffenbach | Honda       | Bernd Betzelbacher | Kawasaki    |
| 1981 | Walter Gruhler  | Suzuki      | Hans Maisch      | Maico       | Bernd Betzelbacher | Kawasaki    |
| 1982 | Ludwig Reinbold | KTM         | Rolf Dieffenbach | Honda       | Roland Diepold     | Suzuki      |
| 1983 | Ludwig Reinbold | KTM         | Arno Drechsel    | Honda       | Dietmar Lacher     | Suzuki      |
| 1984 | Michael Heutz   | Yamaha      | Manfred Schäuble | KTM         | Dietmar Lacher     | Suzuki      |
| 1985 | Werner Siegle   | KTM         | Roland Diepold   | Kawasaki    | Alain Lejeune      | Suzuki      |
| 1986 | Werner Siegle   | KTM         | Roland Diepold   | Kawasaki    | Roland Diepold     | Kawasaki    |

### Tercera etapa (1987-2005)
| Any  | Inter DM        | Inter DM    | 500 cc         | 500 cc      | 250 cc          | 250 cc      | 125 cc             | 125 cc      |
| Any  | Campió          | Motocicleta | Campió         | Motocicleta | Campió          | Motocicleta | Campió             | Motocicleta |
| ---- | --------------- | ----------- | -------------- | ----------- | --------------- | ----------- | ------------------ | ----------- |
| 1987 | Roland Diepold  | Kawasaki    | Roland Diepold | Kawasaki    | Roland Diepold  | Kawasaki    | Dietmar Lacher     | Honda       |
| 1988 | Roland Diepold  | Kawasaki    | Dietmar Lacher | Honda       | Roland Diepold  | Kawasaki    | Harald Ott         | Suzuki      |
| 1989 | Roland Diepold  | Kawasaki    | Roland Diepold | Kawasaki    | Roland Diepold  | Kawasaki    | Bob Moore          | KTM         |
| 1990 | Roland Diepold  | Kawasaki    | Roland Diepold | Kawasaki    | Roland Diepold  | Kawasaki    | Bob Moore          | KTM         |
|      | Inter DM        | Inter DM    | -              | -           | 250 cc          | 250 cc      | 125 cc             | 125 cc      |
| 1991 | Pit Beirer      | Suzuki      | -              | -           | Roland Diepold  | Kawasaki    | Karl Sulzer        | Honda       |
| 1992 | Pit Beirer      | Suzuki      | -              | -           | Collin Dugmore  | Honda       | Pit Beirer         | Suzuki      |
| 1993 | Bernd Eckenbach | Yamaha      | -              | -           | G. van Doorn    | Honda       | Dave Strijbos      | Honda       |
|      | Inter DM        | Inter DM    | 500 cc         | 500 cc      | 250 cc          | 250 cc      | 125 cc             | 125 cc      |
| 1994 | Dietmar Lacher  | Honda       | Karl Sulzer    | KTM         | Bernd Eckenbach | Honda       | Peter Dirkx        | Honda       |
| 1995 | Dietmar Lacher  | Honda       | Rupper Walkner | KTM         | Bernd Eckenbach | Kawasaki    | Andreas Kanstinger | Honda       |
| 1996 | Shayne King     | KTM         | G. van Doorn   | Honda       | Danny Theybers  | Honda       | M. Van Drunen      | Honda       |
| 1997 | G. van Doorn    | Honda       | G. van Doorn   | Honda       | Collin Dugmore  | Honda       | Collin Dugmore     | Honda       |
| 1998 | G. van Doorn    | Honda       | G. van Doorn   | Honda       | C. Burnham      | Honda       | M. Van Drunen      | Yamaha      |
| 1999 | C. Burnham      | Honda       | C. Burnham     | Honda       | C. Burnham      | Honda       | M. Van Drunen      | Yamaha      |

| Any  | Inter DM        | Inter DM    | 250 cc          | 250 cc      | 125 cc          | 125 cc      |
| Any  | Campió          | Motocicleta | Campió          | Motocicleta | Campió          | Motocicleta |
| ---- | --------------- | ----------- | --------------- | ----------- | --------------- | ----------- |
| 2000 | Danny Theybers  | KTM         | Collin Dugmore  | KTM         | Cédric Melotte  | KTM         |
| 2001 | Collin Dugmore  | KTM         | Markus Volz     | KTM         | Tanel Leok      | KTM         |
| 2002 | Pit Beirer      | Honda       | Bernd Eckenbach | KTM         | Aigar Leok      | KTM         |
| 2003 | Bernd Eckenbach | KTM         | G. Swanepoel    | Yamaha      | G. Swanepoel    | Yamaha      |
| 2004 | Maximilian Nagl | KTM         | Maximilian Nagl | KTM         | Maximilian Nagl | KTM         |
| 2005 | Ken De Dycker   | Honda       | Daniel Siegl    | Yamaha      | Marcus Schiffer | KTM         |

### Quarta etapa (2006-Actualitat)
A 15 de desembre de 2024
| Any  | Mx Masters       | Mx Masters  | Open              | Open        | 125 cc               | 125 cc      |
| Any  | Campió           | Motocicleta | Campió            | Motocicleta | Campió               | Motocicleta |
| ---- | ---------------- | ----------- | ----------------- | ----------- | -------------------- | ----------- |
| 2006 | Maximilian Nagl  | KTM         | Collin Dugmore    | Kawasaki    | A. Ivanutin          | Yamaha      |
|      | Inter DM         | Inter DM    | Open              | Open        | 125 cc               | 125 cc      |
| 2007 | Marcus Schiffer  | KTM         | Florent Richier   | Kawasaki    | Florent Richier      | Kawasaki    |
| 2008 | Maximilian Nagl  | KTM         | Florent Richier   | Kawasaki    | Petr Smitka          | Yamaha      |
|      | Mx Masters       | Mx Masters  | Open              | Open        | 125 cc               | 125 cc      |
| 2009 | Kornel Nemeth    | KTM         | Filip Neugebauer  | Kawasaki    | Filip Neugebauer     | Kawasaki    |
| 2010 | Ken Roczen       | Suzuki      | Filip Neugebauer  | Kawasaki    | Florent Richier      | Kawasaki    |
| 2011 | G. Schmidinger   | Honda       | Florent Richier   | Kawasaki    | Daniel Siegl         | KTM         |
|      | Mx Masters       | Mx Masters  | 250 cc            | 250 cc      | Mx2                  | Mx2         |
| 2012 | Marcus Schiffer  | Suzuki      | Marcus Schiffer   | Suzuki      | Dennis Ullrich       | KTM         |
| 2013 | Dennis Ullrich   | KTM         | Filip Neugebauer  | Kawasaki    | Daniel Siegl         | Kawasaki    |
| 2014 | Dennis Ullrich   | KTM         | Christian Brockel | KTM         | Daniel Siegl         | Kawasaki    |
| 2015 | Glenn Coldenhoff | Suzuki      | Christian Brockel | KTM         | Mike Stender         | Suzuki      |
| 2016 | Dennis Ullrich   | KTM         | Filip Neugebauer  | Kawasaki    | Luca Nijenhuis       | Kawasaki    |
| 2017 | Dennis Ullrich   | KTM         | Christian Brockel | KTM         | Davide von Zitzewitz | KTM         |
| 2018 | Henry Jacobi     | Husqvarna   | Jens Gettemann    | Kawasaki    | Jens Gettemann       | Kawasaki    |

1. ↑  El 2012, la categoria Mx2 es limitava a 125 cc

| Any  | Mx Masters      | Mx Masters  |
| Any  | Campió          | Motocicleta |
| ---- | --------------- | ----------- |
| 2019 | Dennis Ullrich  | Husqvarna   |
| 2020 | Jordi Tixier    | KTM         |
| 2021 | Jordi Tixier    | KTM         |
| 2022 | Maximilian Nagl | Husqvarna   |
| 2023 | Maximilian Nagl | Honda       |
| 2024 | Maximilian Nagl | Honda       |

## Estadístiques

### Campions amb més de 3 títols
A 15 de desembre de 2024
| Pilot              | Títols | Categories                                         |
| ------------------ | ------ | -------------------------------------------------- |
| Roland Diepold     | 16     | 4 x Inter DM, 3 x 500cc, 7 x 250cc, 2 x 125cc      |
| Adolf Weil         | 14     | 8 x 500cc, 6 x 250cc                               |
| Maximilian Nagl    | 8      | 4 x Mx Masters, 2 x Inter DM, 1 x 250cc, 1 x 125cc |
| Dennis Ullrich     | 6      | 5 x Mx Masters, 1 x Mx2                            |
| Gert-Jan van Doorn | 6      | 2 x Inter DM, 3 x 500cc, 1 x 250cc                 |
| Dietmar Lacher     | 6      | 2 x Inter DM, 1 x 500cc, 3 x 125cc                 |
| Collin Dugmore     | 6      | 1 x Inter DM, 1 x Open, 3 x 250cc, 1 x 125cc       |
| Otto Walz          | 6      | 1 x 500cc, 2 350cc, 2 x 175cc, 1 x 125cc           |
| Fritz Betzelbacher | 6      | 3 350cc, 3 x 250cc                                 |
| Bernd Eckenbach    | 5      | 2 x Inter DM, 3 x 250cc                            |
| Florent Richier    | 5      | 3 x Open, 2 x 125cc                                |
| Filip Neugebauer   | 5      | 2 x Open, 2 x 250cc, 1 x 125cc                     |
| Christoph Specht   | 5      | 4 x 500cc, 1 x 175cc                               |
| Willy Bauer        | 5      | 1 x 500cc, 4 x 250cc                               |
| Herbert Ott        | 5      | 2 x 175cc, 3 x 125cc                               |
| Marcus Schiffer    | 4      | 1 x Mx Masters, 1 x Inter DM, 1 x 250cc, 1 x 125cc |
| Pit Beirer         | 4      | 3 x Inter DM, 1 x 125cc                            |
| Christian Burnham  | 4      | 1 x Inter DM, 1 x 500cc, 2 x 250cc                 |
| Erwin Schmider     | 4      | 1 x 500cc, 1 x 250cc, 2 x 125cc                    |
| Udo Radermacher    | 4      | 3 x 500cc, 1 350cc                                 |
| Hans Maisch        | 4      | 4 x 250cc                                          |
| Daniel Siegl       | 4      | 1 x 250cc, 2 x Mx2, 1 x 125cc                      |